# Петрос Сароглос
Петрос Сароглос или Сароглу (на гръцки: Πέτρος Σάρογλος, Σαρόγλου) е гръцки артилерийски офицер, известен със своето дарителство, участието си в Гръцко-турската война в 1897 година и в Гръцката въоръжена пропаганда в Македония 1904 - 1908 година.

## Биография
Сароглос е роден в 1864 година в Атина в богатото семейство на българския търговец от Русе Зафир Сароглу. На 15 години през 1879 година влиза във Военното училище и завършва като втори лейтенант от артилерия през 1886 година. Участва като лейтенант в Гръцко-турската война от 1897 година, а през следващата година 1898 година напуска армията. Като резервист е повишен в чин капитан през 1910 година и майор през 1914 година.
През пролетта на 1904 година заедно с Димитрис Калапотакис, Стефанос Драгумис, Йоанис Ралис, Павлос Мелас и други участва в създаването на тайния Македонски комитет в Атина, целящ организиране на гръцко четническо движение в Македония, което да се противопостави на българските чети на ВМОРО и на българщината. Сароглос е касиер на комитете и го финансира.
Подкрепя финансово църкви, училища и като цяло води реализацията на различни обществени проекти. В 1909 година пише завещание, в което с изключение на някои завещания на роднини, приятели и на църквите „Свети Константин“ в Омония, прави наследник на цялото си имущество – парични колекции, бижута, оръжия и прочее Клуба на сухопътните и морските войници. Колекциите сега красят са във Военния музей, Византийския музей, Музея Гуландрис и Клуба на въоръжените сили. На клуба дарява и сградата Сароглио.
Умира в 1920 година в Лутраки.